# 인도네시아의 정치

## 인도네시아의 대통령
인도네시아의 대통령은1999년까지는 국민협의회(MPR)에서 뽑았지만, 후에 법을 바꾸어 2004년부터 오늘날까지 국민이 뽑고 있다. 5년동안 할 수 있으며, 한번 연이어 할 수 있다. 2009년 개정된 선거법에 따라, 조건에 맞는 정당만 대통령 후보를 낼 수 있다. 그렇지 못할 경우 연합을 해야 한다.

## 행정 구역

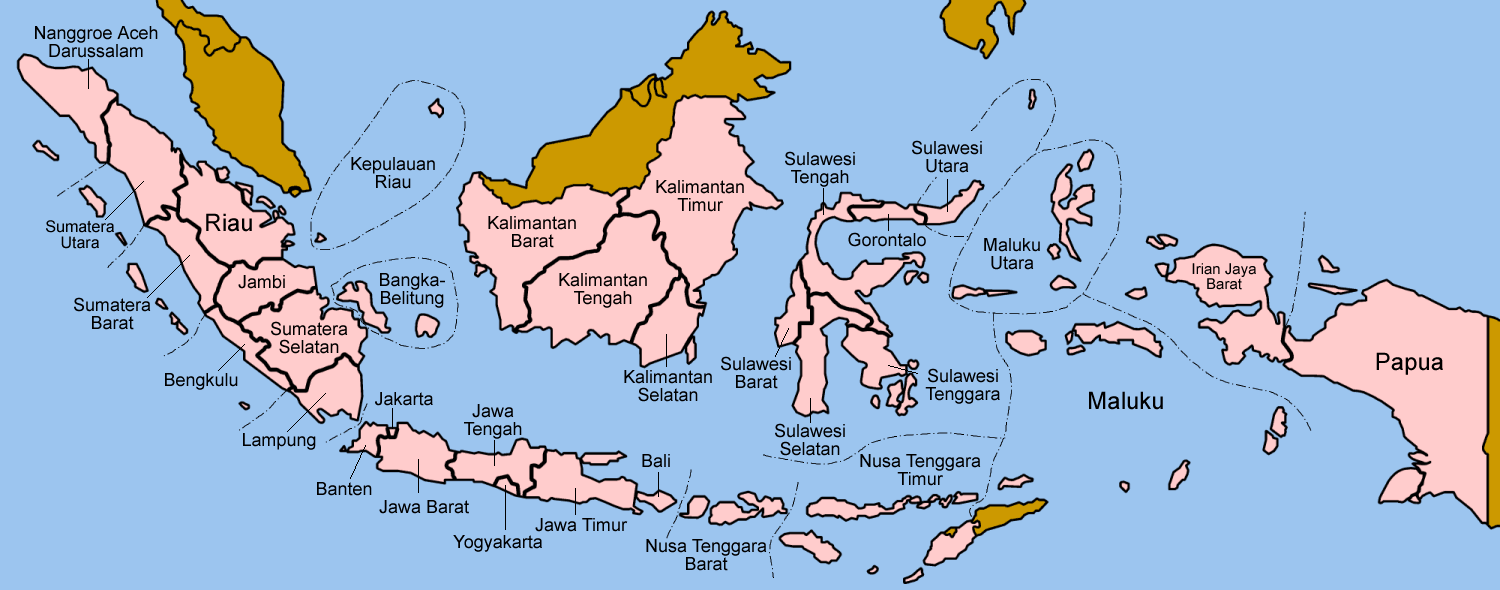
인도네시아의 행정 구역

인도네시아의 행정 구역은 모두 34개의 주로 이루어져 있다. 아체, 욕야카르타, 파푸아, 파푸아바랏, 자카르타의 다섯 주는 특별주이다.
- 서뉴기니(Western New Guinea, 서파푸아(West Papua), 뉴기니섬의 서반부 지역)
  - 파푸아바랏주(Papua Barat, 서파푸아주, 옛 이름은 이리안자야바랏주(Irian Jaya Barat, 서이리안자야주))
  - 파푸아주(Papua, 옛 이름은 이리안자야주(Irian Jaya))
- 말루쿠 제도(Kepulauan Maluku)
  - 말루쿠주(Maluku)
  - 말루쿠우타라 주(Maluku Utara, 북말루쿠주)
- 발리섬과 소순다 열도(Nusa Tenggara, 누사틍가라)
  - 누사틍가라바랏주(Nusa Tenggara Barat, 서누사틍가라주)
  - 누사틍가라티무르주(Nusa Tenggara Timur, 동누사틍가라주)
  - 발리주(Bali)
- 수마트라섬(Sumatera)
  - 아체주(Nanggröe Aceh Darussalam)
  - 방카벨리퉁 제도(Kepulauan Bangka Belitung)
  - 븡쿨루주(Bengkulu)
  - 잠비주(Jambi)
  - 람풍주(Lampung)
  - 수마트라우타라주(Sumatera Utara, 북수마트라주)
  - 리아우주(Riau)
  - 리아우 제도주(Kepulauan Riau)
  - 수마트라슬라탄주(Sumatera Selatan, 남수마트라주)
  - 수마트라바랏주(Sumatera Barat, 서수마트라주)
- 술라웨시섬(Sulawesi)
  - 고론탈로주(Gorontalo)
  - 술라웨시바랏주(Sulawesi Barat, 서술라웨시주)
  - 술라웨시슬라탄주(Sulawesi Selatan, 남술라웨시주)
  - 술라웨시우타라주(Sulawesi Utara, 북술라웨시주)
  - 술라웨시틍가라 주(Sulawesi Tenggara, 동남술라웨시주)
  - 술라웨시틍아 주(Sulawesi Tengah, 중앙술라웨시주)
- 자와섬(Jawa)
  - 반텐주(Banten)
  - 욕야카르타 특별주(Daerah Istimewa Yogyakarta)
  - 자와바랏주(Jawa Barat, 서자와주)
  - 자와틍아주(Jawa Tengah, 중앙자와주)
  - 자와티무르주(Jawa Timur, 동자와주)
  - 자카르타(Daerah Khusus Ibukota Jakarta)
- 칼리만탄(Kalimantan, 보르네오섬의 인도네시아 영토)
  - 칼리만탄바랏주(Kalimantan Barat, 서칼리만탄주)
  - 칼리만탄슬라탄주(Kalimantan Selatan, 남칼리만탄주)
  - 칼리만탄우타라주(Kalimantan Utara, 북칼리만탄주)
  - 칼리만탄틍아주(Kalimantan Tengah, 중앙칼리만탄주)
  - 칼리만탄티무르주(Kalimantan Timur, 동칼리만탄주)

## 대외 관계

### 대한민국과 조선민주주의인민공화국과의 관계
인도네시아는 대한민국과 조선민주주의인민공화국 모두와 관계를 맺고 있다. 인도네시아와 대한민국은 정치, 경제, 군사 등 여러가지로 교류중에 있다. 대한민국 사람으로서는 권준, 유재훈 등의 많은 한국 축구 선수들이 인도네시아 프로리그에서 뛰고 있다. 한국과 인도네시아의 항공사(대한항공, 아시아나, 가루다 인도네시아)가 자카르타와 발리에만 취항하고 있으나, 대한항공은 인도네시아의 다른 도시에도 취항할 것이다.

### 대(對)싱가포르 관계
인도네시아와 싱가포르는 1973년에 두 나라가 맺은 것을 기본으로 2005년까지 바탐섬 북부 지역에 대한 분쟁을 끝내기로 하였다.

### 대(對)인도 관계
1950년 인도네시아의 초대 대통령 수카르노는 인도네시아와 인도 두 나라 국민들에게, 제국주의에 의하여 무너진 두 나라의 1000년이 넘게 이어져온 관계를 강하게 하자고 주장하였다. 하지만 인도와의 관계가 나빠져 10여년 뒤에는 자카르타에서 "제국주의의 종, 인도를 타도하자. 처부수자, 우리의 적". 그러나 1966년 봄, 두 나라는 두 나라 사이의 관계에 대하여 다시 이야기하기 시작하였다. 두 나라는 각각의 수도에 대사관을 두고 있다.

### 대(對)터키 관계
터키와의 관계는 16세기까지 거슬러 올라간다. 당시 자와섬을 포르투갈이 식민지로 만들려 하자 자와의 이슬람교 술탄은 이에 저항하며, 오스만 제국에 도움을 청하였다. 오스만 제국은 이에 대해 큰 배와 병력을 파견하였고 이들은 이슬람교의 나라를 돕기 위해 힘썼다. 이로 인해 오늘날에도 두 나라는 가까운 관계를 보여주고 있다. 두 나라는 각각의 수도에 대사관을 두고 있다.

### 대(對)베트남 관계
인도네시아와 베트남은 모두 아세안 회원국이다. 인도네시아의 대통령 수카르노푸트리는 2003년 6월에 베트남에 갔다. 이 때, 두 나라는 "21세기를 향한 우호 및 실용 협력을 위한 기본 협약"에 서명하였다. 2005년 5월, 인도네시아의 대통령 유도요노가 베트남에 갔다.

### 대(對)말레이시아 관계
인도네시아와 말레이시아는 공통점이 많은 나라다. 두 나라 모두 말레이인들이 대부분이며 언어도 말레이어를 쓰지만, 서구 열강들의 분단으로 인해 서로 다른 생각들을 많이 가지고 있다. 말라야가 1957년 독립한 이후 수하르토는 '위대한 인도네시아'(Indonesia Raja; 말레이시아에서는 '위대한 말라야'라는 뜻으로 'Melayu Raya'라고 했다)를 주장하며 말라야와 함께 대(大)말레이 국가에 대해 이야기한 적이 있었다. 하지만 그러는 중에 의견 차이가 생겼고, 말라야가 싱가포르, 사라왁, 사바와 '말레이시아'를 세우려 하자 관계가 틀어져, 결국 '위대한 인도네시아'는 물거품이 되고 말았다. 뒤에 인도네시아는 군을 보내 사바를 빼앗았고, 이에 말레이시아가 군을 보내 사바를 되찾았다. 1960년대 두 나라의 관계는 좋지 않았으며, 1965년 1월 1일 인도네시아는 말레이시아가 안전보장이사회 회원국이 된 데 대하여 항의의 표시로 유엔에서 나온 일도 있었다. 그 후 영토분쟁 등 모든 것이 그나마 해결됐지만, 현재도 양국간의 분쟁은 이어지고 있다.

### 그 외의 나라와의 관계
미국 등 다른 나라들과도 관계가 좋고, 러시아와 유럽 연합에서도 도움을 받고 있는 상태이다.

### 대한민국 해외조림지
2010년 1월 대한민국 산림청은 탄소배출권 확보용 최초의 해외조림지로 인도네시아 서부 누사틍가라 주에 위치한 롬복섬을 선정했다고 발표했다. 양국 정부는 롬복섬 조림지를 국제기후변화협약(UNFCCC)상의 "신규 조림 및 재조림 청정개발 사업"(AR CDM 사업)으로 인정받아 이산화탄소 배출권을 확보할 예정이다. 2005년 발효된 교토의정서에 따라 일정한 기준에 맞는 조림사업을 한 나라는 인센티브로 이산화탄소 배출 허용량을 더 확보하거나 이산화탄소를 더 배출할 권한을 다른 나라나 기업에 팔 수 있다.

## 같이 보기
- 인도네시아의 대외 관계